# Olhaco
Olhaco is de grootste volleybalvereniging uit Hoogeveen, met meer dan 400 leden. De vereniging ontstond uit de fusie tussen twee volleybalteams van de gymnastiekvereniging Olympia en de voetbalvereniging HZVV. Het eerste herenteam komt uit in de topdivisie en het eerste damesteam komt uit in de tweede divisie.